# 機甲少女 Frame Arms Girl
《機甲少女 Frame Arms Girl》是由島田文金擔任人物原案，將柳瀨敬之設計的機器人模型《Frame Arms》改編為美少女形象的塑膠模型系列，發行商為壽屋。漫畫版自《月刊Comp Ace》2017年2月號開始連載，電視動畫在2017年4月開始播出。2018年3月25日在「AnimeJapan 2018」發表續編製作決定。2018年7月30日宣布劇場版動畫製作決定，2019年7月21日上映。
模型系列分為地球防衛機構和月面兩個陣營，地球防衛機構人物設計由島田文金負責，月面則是由駒都英二設計。

## 出版書籍

### 漫畫
Frame Arms Girl Lab Days
（漫畫）、壽屋（原作）、 赤尾凸（監修協力）
| 冊數 | KADOKAWA      | KADOKAWA               |
| 冊數 | 初版發售日期  | ISBN                   |
| ---- | ------------- | ---------------------- |
| 1    | 2017年4月10日 | ISBN 978-4-04-105440-6 |
| 2    | 2018年3月24日 | ISBN 978-4-04-106543-3 |

### 小說
Frame Arms Girl
手島史詞（著）、島田文金（封面插畫）、川村幸祐（卷首、內文插畫）、赤尾凸（監修協力）、壽屋（原作）
| 冊數 | KADOKAWA | KADOKAWA      | KADOKAWA               |
| 冊數 | 副標題   | 初版發售日期  | ISBN                   |
| ---- | -------- | ------------- | ---------------------- |
| 1    |          | 2017年4月28日 | ISBN 978-4-04-734583-6 |

## 電視動畫

### 故事簡介
某天早晨，普通的女高中生蒼收到了一個神秘的包裹。打開包裹，放在裏面的是名為「Frame Arms Girl」的完全自律型小型機械人「轟雷」。
但轟雷並不僅僅是FRAME ARMS GIRL而已。還是搭載了具備超越普通人工智能以上人格的人工自我AS（Artificial Self）的最新型試作機，而蒼卻是全世界唯一能夠啟動轟雷的人。此時Frame Arms Girl史蒂蕾特和芭莎菈露多也來到蒼這裏。
收集戰鬥數據並逐漸學習感情的轟雷、自尊心高又傲嬌的史蒂蕾特、總愛惹麻煩又酣睡的芭莎菈露多，加上對Frame Arms Girl的知識為0的少女蒼。
就這樣，蒼與Frame Arms Girl奇妙的歡鬧日常開始了！

### 登場人物

#### 人類
源內蒼（聲：日笠陽子）
本作主角。平凡的高1女生。因母親陪同父親遠赴國外工作，而獨自展開生活。性格活潑開朗，但極度怕麻煩。
在剛迎接高中生活後不久的某天，收到疑似誤送的Frame Arms Girl「轟雷」，並因為不明原因成為世界唯一一個成功啟動轟雷的人。因能收到豐厚的報酬，故答應幫FA Girl們收集戰鬥資料。
毫無模型知識。有偷偷寫詩的習慣。
與公寓管理員熟識，曾送蒼模型用剪鉗和掃除機器等物品。
壽武希子（聲：井澤佳之實）
蒼的好友。熱愛模型亦相當了解FA Girl，也會自製武器。說話會依場合加上語尾。性格看似有些奇特，實際頭腦相當好，班上同學也時常依賴她。
山田綾
漫畫版登場。FA社研究室員工。轟雷班，軟件程式員。
戶田加奈子
漫畫版登場。山田的後輩。FA社研究室員工。轟雷身體配件和設備製作。

#### FA Girl
轟雷（GouRai，聲：佳穗成美）
送到蒼家的FA Girl測試機。其素體分送給各地的人們，唯有送到蒼家的素體成功啟動。
搭載成長型AS的特殊FA Girl，故事前期因缺乏情感相關的資訊而總是面無表情，須透過蒼和其他FA Girl來學習。有著FA Girl的豐富知識。
性能偏重陸地戰，以矩形構成的外觀裝甲配件及其配色讓人聯想到戰車，小腿肚可加裝履帶進行高速移動。
轟雷改（GouRai Kai）
在被魔鷲打敗後，蒼用原廠特別提供的零件所完成的轟雷改良方案。
各部位換上由原廠提供的新武裝裝甲，原本在右肩的滑膛砲被移到左肩，色調也從原本的土色變成白色。
史蒂蕾特（Stylet，聲：綾瀨有）
為了與轟雷對戰而送到蒼家的FA Girl。自尊心高且傲嬌，討厭輸的感覺。被蒼暱稱為「史蒂子（スティ子）」。
外裝構成類似噴射機，擅長用機砲和日本刀進行中近距離空戰。
FA Girl裡唯一的常識人。曾因敗給轟雷而產生心靈創傷（遭到轟雷用滑膛砲零距離射擊），當轟雷接近自己時就會渾身僵硬，被轟雷以「衝擊療法」治療後，轉變為接近時會體溫快速升高並且變成像煮熟的蝦子。
芭莎菈露多（Baserard，聲：長江里加）
為了與轟雷對戰而送到蒼家的FA Girl。自稱「芭莎（バーゼ）」，體型比其他FA Girl嬌小些，素體的外觀類似兔女郎。
與史蒂蕾特相同擅長空戰，不同的點在於史蒂蕾特著重中近距離，芭莎則是擅長用光束武器進行砲擊戰。
天真爛漫腦筋動得快，而且很多構想都能付諸實行。不按常理出牌的天才，麻煩製造機，喜歡發光的東西，非常嗜睡，只要一不注意就很容易睡著。
茉汀莉安 白／黑（Materia，聲：山崎惠理）
雙胞胎FA Girl。是所有機體的基礎，兩體為一同開發和製造，甚至連線座也是共用的，所以名字皆為「茉汀莉安」，蒼則另外依據顏色不同稱呼兩人為「小白」、「小黑」。
基於兩人的說法，似乎是因為本身過於強大而不需要防禦，因此相關的配件中並沒有裝甲零件。
兩人都有虐待狂傾向，亦以想聽史蒂蕾特的悲鳴聲為由，在蒼家住了下來。
迅雷（JinRai，聲：樺山南）
為了與轟雷對戰，自行闖入蒼家的忍者風格FA Girl。在對戰場和對戰場外的相撲比賽都敗給了轟雷，亦表示在獲勝之前都不會回去。戰鬥速度非常快，甚至能做出分身。
因崇拜伊達政宗，故右眼戴著眼罩。
或許是身為一名忍者的關係，對日本的傳統文化有某種程度的偏執。
安姬蒂特（Architect，聲：山村響）
無實際機體僅在程式啟動才會出現的FA Girl。是繼茉汀莉安後的FA Girl的程式基礎。在轟雷和迅雷對戰中突然出現。
在敗給轟雷和迅雷後，程式突然出現異常錯誤，在轟雷的幫助下才得以重新啟動。
對戰過後記憶無法保留，僅記錄對戰紀錄，之後本應不存在的實體機卻送到了蒼家（後由茉汀莉安證實是因為實體機尚未完成所以之前沒有實體）。
平時說話會採用系統語音的聲調，不過用字遣詞上會帶有些許情感，有時會充當眾人的百科全書。
魔鷲（Hresvelgr，聲：阿部里果）
在蒼外出上學時闖進家裡的FA Girl。為了收集轟雷的戰敗資料而來到蒼家，並在初戰就讓轟雷嚐到生涯首敗的滋味。
第一人稱，除了和芭莎一樣天真爛漫之外，也對戰鬥十分的熱衷，自稱最強的FA Girl。
能高速飛行，亦能在陸地戰輕易地壓制住轟雷，在戰鬥場外也有足以破壞門窗的攻擊力。
配備的武裝包含劍步槍、光束砲、可變式戟等，單論標準配置可說是目前所有FA Girl中最重武裝的。
名字取自北歐神話的凌風天鷲（Hresvelgr）
白皙魔鷲（Hresvelgr Ater）
魔鷲的改良型。
本體的外型從原本的紫瞳青短髮配變成金髮藍瞳雙馬尾，相關的外裝也從原本的紫綠配色變成白藍配色。
在改造過程中也一併對其AS進行修改，設定成以戰鬥為優先順位，卻因此使得在與轟雷的戰鬥中導致其AS失控爆走，最後在被轟雷擊敗後回復成原本的性格。
事件過後也一同在蒼家住了下來。

### 用語
Frame Arms Girl
簡稱「FA Girl」。高度約15cm的少女模型機器人。僅有在蒼家的FA Girl能與人類交流溝通，其他市販機體皆無此功能。
Factory Advance
Frame Arms Girl的製造公司。
AS（Artificial Self）
Frame Arms Girl的人工自我，能透過主人學習各種情感。因處於開發階段，目前市面上的FA Girl並無搭載此系統。
連線座（Session Base）
能產生Frame Arms Girl的對戰場。主人須操作專用APP來幫FA Girl裝備武器和裝甲。
FA Girl的裝備一般只有在連線座產生的對戰場裡才會擁有殺傷力，一旦不在對戰場裡殺傷力會有很明顯的差距（魔鷲算是能在對戰場外保持一定殺傷力的例外）。
充電裝置／充電君
Frame Arms Girl專用的充電裝置。充電孔位於FA Girl的腰部。能自行做些簡易的行動，雖無言語能力，但似乎具備簡易的AI系統，甚至能無線連接電話。

### 製作人員
- 原作：壽屋
- FAGirl基礎設定：島田文金、柳瀨敬之
- 導演：川口敬一郎
- 劇本統籌：赤尾凸
- 人物設定原案：島田文金
- 人物設定：川村幸祐
- 機械設定：柳瀨敬之
- 道具設定：岩畑剛一
- 美術設定：
- 美術指導：桑原悟
- 色彩設計：田川沙里
- 攝影指導：高橋圭祐、淺川茂輝
- CG指導：後藤優一
- 剪輯：丸山流美
- 音效指導：飯田里樹
- 音樂：帆足圭吾、石濱翔
- 音樂製作：三角由里
- 音樂製作人：植村俊一
- 製作人：杉山學、龜井貴文、篠田順司
- 動畫製作人：松尾明子、新宅潔、佐藤俊亮、作野賢一郎
- 製片：HeARTBIT
- 動畫製作：ZEXCS、studioA-CAT
- 製作：壽屋、FAGirl Project

### 主題曲
片頭曲「Tiny Tiny」（第1話－第11話）
作詞：坂井龍二，作曲、編曲：神前曉，主唱：村川梨衣
片尾曲「FULLSCRATCH LOVE」（第1話－第11話）
作詞：三重野瞳，作曲、編曲：廣川惠一
主唱：
- 第1話：FA Girls#01（轟雷（佳穗成美）、史蒂蕾特（綾瀨有）、芭莎菈露多（長江里加））
- 第2話：FA Girls#02（史蒂蕾特（綾瀨有）、芭莎菈露多（長江里加）、轟雷（佳穗成美））
- 第3話：FA Girls#03（茉汀莉安姐妹（山崎惠理）、史蒂蕾特（綾瀨有））
- 第4話：FA Girls#04（迅雷（樺山南）、轟雷（佳穗成美）、史蒂蕾特（綾瀨有）、芭莎菈露多（長江里加）、茉汀莉安姐妹（山崎惠理））
- 第5話：FA Girls#05（安姬蒂特（山村響）、轟雷（佳穗成美）、史蒂蕾特（綾瀨有）、芭莎菈露多（長江里加）、茉汀莉安姐妹（山崎惠理）、迅雷（樺山南））
- 第6話：FA Girls#06（芭莎菈露多（長江里加）、茉汀莉安姐妹（山崎惠理））
- 第7話：FA Girls#07（魔鷲（阿部里果）、轟雷（佳穗成美）、史蒂蕾特（綾瀨有）、芭莎菈露多（長江里加）、茉汀莉安姐妹（山崎惠理）、迅雷（樺山南）、安姬蒂特（山村響））
- 第8話：FA Girls#08（轟雷（佳穗成美）、源內蒼（日笠陽子））
- 第9話：FA Girls#09（轟雷（佳穗成美）、史蒂蕾特（綾瀨有）、芭莎菈露多（長江里加）、茉汀莉安姐妹（山崎惠理）、迅雷（樺山南）、安姬蒂特（山村響））
- 第10話：FA Girls#10（轟雷（佳穗成美）、魔鷲（阿部里果））
- 第11話：FA Girls#11（魔鷲（阿部里果）、源內蒼（日笠陽子））

插曲
「My precious…」（第9話）
作詞：小野田裕之，作曲、編曲：帆足圭吾
主唱：轟雷（佳穗成美）、史蒂蕾特（綾瀨有）、芭莎菈露多（長江里加）、迅雷（樺山南）、安姬蒂特（山村響）、源內蒼（日笠陽子）
「GIRL-MIND」（第12話）
作詞：三重野瞳，作曲、編曲：石濱翔，主唱：安姬蒂特（山村響）、迅雷（樺山南）
「十六夜的滿月（いさよいの満月）」（第12話）
作詞：三重野瞳，作曲、編曲：帆足圭吾，主唱：茉汀莉安姐妹（山崎惠理）、魔鷲（阿部里果）
「抬起頭來真可愛快樂每一天（あおげば愛しいフルフルDAYS）」（第12話）
作詞：三重野瞳，作曲、編曲：高橋邦幸，主唱：轟雷（佳穂成美）、史蒂蕾特（綾瀨有）、芭莎菈露多（長江里加）

### 各話列表
| 話數 | 日文標題                 | 中文標題                      | 劇本              | 分鏡       | 演出              | 作畫監督                                       |
| ---- | ------------------------ | ----------------------------- | ----------------- | ---------- | ----------------- | ---------------------------------------------- |
| #01  |                          | 轟雷                          | 赤尾凸            | 川口敬一郎 | 川口敬一郎        | 北川大輔                                       |
| #01  | 史蒂蕾特和芭莎菈露多     |                               | 赤尾凸            | 川口敬一郎 | 川口敬一郎        | 北川大輔                                       |
| #02  |                          | 不會飛的史蒂子 還是史蒂子嗎？ | 赤尾凸            | 山本天志   | 山本天志          | 千葉孝幸 北川大輔                              |
| #02  | 來打掃囉！               |                               | 赤尾凸            | 山本天志   | 山本天志          | 千葉孝幸 北川大輔                              |
| #03  |                          | 來去學校吧                    | 柿村伊佐奈        | 川口敬一郎 | 宮崎修治          | 高橋敦子 井上美香                              |
| #03  | 茉汀莉安姐妹來了         |                               | 柿村伊佐奈        | 川口敬一郎 | 宮崎修治          | 高橋敦子 井上美香                              |
| #04  |                          | 迅雷參上！                    | 南南井梢          |            |                   |                                                |
| #04  | 佈置房間好有趣           |                               | 南南井梢          |            |                   |                                                |
| #05  |                          | 安姬蒂特啟動                  | 南南井梢          | 山本天志   | 山本天志          | 島澤範子                                       |
| #05  | 跑腿賽跑                 |                               | 南南井梢          | 山本天志   | 山本天志          | 島澤範子                                       |
| #06  |                          | 體驗煙火大會                  | 赤尾凸 柿村伊佐奈 | 小田裕康   | 高田昌豐 小田裕康 | 小田裕康                                       |
| #06  | 來去學校吧2              |                               | 赤尾凸 柿村伊佐奈 | 小田裕康   | 高田昌豐 小田裕康 | 小田裕康                                       |
| #07  |                          | VS魔鷲                        | 赤尾凸 柿村伊佐奈 | 藤井辰己   | 藤井辰己          | 島澤範子 竹上貴雄                              |
| #07  | 機甲少女最初的故事       |                               | 赤尾凸 柿村伊佐奈 | 藤井辰己   | 藤井辰己          | 島澤範子 竹上貴雄                              |
| #08  |                          | 誓師大會                      | 南南井梢          | 川口敬一郎 | 藤井貴文          | 輿石曉                                         |
| #08  | 被秋天所呼喚…            |                               | 南南井梢          | 川口敬一郎 | 藤井貴文          | 輿石曉                                         |
| #09  |                          | 蒼，感冒了                    | 柿村伊佐奈        | 山本天志   | 山本天志          | 新田靖成、北川大輔 竹上貴雄、中熊太一 高橋敦子 |
| #09  | 明天也要和你在一起       |                               | 柿村伊佐奈        | 山本天志   | 山本天志          | 新田靖成、北川大輔 竹上貴雄、中熊太一 高橋敦子 |
| #10  |                          | 火鍋日                        | 赤尾凸            | 川口敬一郎 | 藤井貴文          | 飯泉俊臣 坪田慎太郎                            |
| #10  | 戰鬥！戰鬥！！戰鬥！！！ |                               | 赤尾凸            | 川口敬一郎 | 藤井貴文          | 飯泉俊臣 坪田慎太郎                            |
| #11  |                          | 那份感情的背後                | 柿村伊佐奈 赤尾凸 | 長屋誠志郎 | 長屋誠志郎        | 長屋誠志郎、高橋敦子 北川大輔、島澤範子        |
| #11  | 澡堂？戰鬥！？           |                               | 柿村伊佐奈 赤尾凸 | 長屋誠志郎 | 長屋誠志郎        | 長屋誠志郎、高橋敦子 北川大輔、島澤範子        |
| #12  |                          | 最後的戰鬥                    | 赤尾凸            | 川口敬一郎 | 川口敬一郎        | 新田靖成、島澤範子 北川大輔                    |
| #12  | 送給妳的東西             |                               | 赤尾凸            | 川口敬一郎 | 川口敬一郎        | 新田靖成、島澤範子 北川大輔                    |

### 播放電視台

#### 日本國內
日本深夜動畫：下文記載的日本国内播放時間使用日本標準時間（UTC+9）表示。因為部分時間标识會採用30小时制，因此請留意这类超过24:00的时间，其實際播放時間為翌日清晨。
| 播放地區 | 播放電視台     | 播放日期              | 播放時間（UTC+9）         | 備註                             |
| -------- | -------------- | --------------------- | ------------------------- | -------------------------------- |
| 東京都   | 東京都會電視台 | 2017年4月3日－6月19日 | 星期一 25時05分－25時35分 |                                  |
| 日本全國 | 日本BS放送     | 2017年4月4日－6月20日 | 星期二 23時30分－24時00分 | 宣傳協力／BS放送／『ANIME+』節目 |
| 日本全國 | AT-X           | 2017年4月7日－6月23日 | 星期五 21時30分－22時00分 | CS放送／有重播                   |

#### 日本海外
| 播放地區 | 播放電視台  | 播放日期                    | 播放時間                  | 備註                                      |
| -------- | ----------- | --------------------------- | ------------------------- | ----------------------------------------- |
| 臺灣     | i-Fun動漫台 | 2017年4月8日－ 與日同步首播 | 星期六 11時30分－12時00分 | UTC+8 中華電信MOD 隔週11:00-11:30重播前集 |

#### 線上播放
日本深夜動畫：下文記載的日本国内播放時間使用日本標準時間（UTC+9）表示。因為部分時間标识會採用30小时制，因此請留意这类超过24:00的时间，其實際播放時間為翌日清晨。
| 發佈               | 發佈日期               | 發佈時間                  | 備註      |
| ------------------ | ---------------------- | ------------------------- | --------- |
| NICONICO直播       | 2017年4月7日－6月23日  | 星期五 22時00分－22時30分 |           |
| Video Market       | 2017年4月7日－6月23日  | 星期五 22時00分 更新      |           |
| NICONICO頻道       | 2017年4月7日－6月23日  | 星期五 22時30分 更新      | 第1話免費 |
| DOCOMO動畫商城     | 2017年4月8日－6月24日  | 星期六 12時00分 更新      |           |
| 樂天SHOWTIME       | 2017年4月11日－6月28日 | 星期二 24時00分 更新      | 第1話免費 |
| GYAO!              | 2017年4月11日－6月28日 | 星期二 24時00分 更新      | 第1話免費 |
| Hulu               | 2017年4月11日－6月28日 | 星期二 24時00分 更新      |           |
| U-NEXT             | 2017年4月11日－6月28日 | 星期二 24時00分 更新      |           |
| 動畫看到飽         | 2017年4月11日－6月28日 | 星期二 24時00分 更新      |           |
| Amazon Prime Video | 2017年4月11日－6月28日 | 星期二 24時00分 更新      |           |
| Amazon Video       | 2017年4月11日－6月28日 | 星期二 24時00分 更新      |           |
| 萬代頻道           | 2017年4月11日－6月28日 | 星期二 24時00分 更新      |           |
| Video Pass         | 2017年4月11日－6月28日 | 星期二 24時00分 更新      |           |
| J:COM On Demand    | 2017年4月11日－6月28日 | 星期二 24時00分 更新      |           |
| Hikari TV          | 2017年4月11日－6月28日 | 星期二 24時00分 更新      |           |
| acTVila            | 2017年4月11日－6月28日 | 星期二 24時00分 更新      |           |
| Dondoko            | 2017年4月11日－6月28日 | 星期二 24時00分 更新      |           |
| HAPPY!動畫         | 2017年4月11日－6月28日 | 星期二 24時00分 更新      |           |
| AbemaTV新作動畫ch  | 2017年4月11日－6月28日 | 星期二 23時00分－23時26分 |           |

### Blu-ray
| 卷數 | 發售日期       | 收錄話數       | 規格編號   |
| ---- | -------------- | -------------- | ---------- |
| 1    | 2017年7月19日  | 第1話－第3話   | PCXP-50471 |
| 2    | 2017年8月16日  | 第4話－第6話   | PCXP-50472 |
| 3    | 2017年9月20日  | 第7話－第9話   | PCXP-50473 |
| 4    | 2017年10月18日 | 第10話－第12話 | PCXP-50474 |

### 廣播劇CD
| 發售日期      | 名稱                                       | 規格編號  | 特典                                     |
| ------------- | ------------------------------------------ | --------- | ---------------------------------------- |
| 2017年3月24日 | 電視動畫「Frame Arms Girl」Drama CD        | FFCF-0014 | 原創貼紙                                 |
| 2017年9月6日  | 電視動畫「Frame Arms Girl」Drama CD mk-II  | FFCF-0015 | 口袋人 FA Girl 轟雷（LIMITED COLOR）     |
| 2017年12月6日 | 電視動畫「Frame Arms Girl」Drama CD mk-III | FFCF-0014 | 原創貼紙                                 |
| 2018年2月7日  | 電視動畫「Frame Arms Girl」Drama CD mk-IV  | FFCF-0022 | 口袋人 FA Girl 史蒂蕾特（LIMITED COLOR） |

### 網路廣播
以《Radio Frame Arms Girl》為標題，2017年1月25日起發佈於HiBiKi Radio Station。隔週星期三更新，4月5日起為每週星期三更新。主持人為佳穗成美（飾 轟雷）、綾瀨有（飾 史蒂蕾特）、長江里加（飾 芭莎菈露多）。
來賓
- 第8回：日笠陽子（飾 源內蒼）
- 第11、12回：山崎惠理（飾 茉汀莉安 白／黑）
- 第13、14回：樺山南（飾 迅雷）
- 第15、16回：山村響（飾 安姬蒂特）
- 第17、18回：阿部里果（飾 魔鷲）

## 電影動畫
於2018年7月30日宣布製作，劇情內容為電視動畫總篇集，2019年6月上映。

## 外部連結
- Frame Arms 系列產品  KOTOBUKIYA[永久]（日語）
- 電視動畫《Frame Arms Girl》官方網站 （页面存档备份，存于）（日語）
- 《Frame Arms Girl》官方的X（前Twitter）（日語）
- 電視動畫《Frame Arms Girl》木棉花官網 （页面存档备份，存于）（繁體中文）
- 電影動畫官方網站 （页面存档备份，存于）（日語）